# Giurdignano
Giurdignano är en ort och kommun i provinsen Lecce i regionen Apulien i Italien. Kommunen hade 1 943 invånare (2017).